# Désirée Artôt

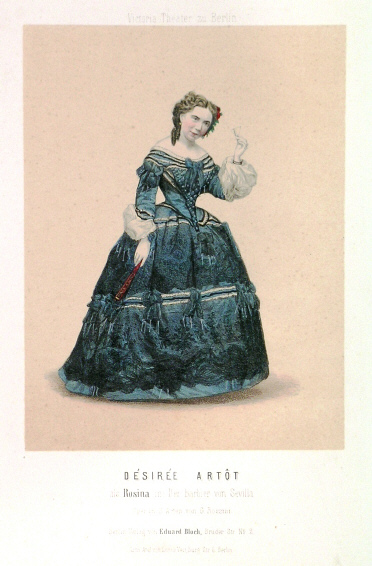
Désirée Artôt um 1860 als Rosina in Rossinis Barbier von Sevilla

Désirée Artôt de Padilla (* 11. Juni 1835 in Paris; † 3. April 1907 in Berlin) war eine belgische Opernsängerin in der Stimmlage Mezzosopran.

## Leben
Désirée Artôt war belgischer Herkunft und eine Schülerin von Pauline Viardot-Garcia. Sie debütierte 1857 in Brüssel und wurde ein Jahr später bei der Großen Oper zu Paris angestellt, anschließend am Teatro alla Scala in Mailand. Im Dezember 1859 kam sie von dort nach Berlin und nahm ein Engagement bei der neu gegründeten Italienischen Oper am Victoria-Theater an. Dort blieb sie bis 1861.
In den folgenden Jahren gastierte sie an den führenden Opernhäusern Europas.
1868 verliebte sich der russische Komponist Pjotr Tschaikowski in sie. Die geplante Hochzeit wurde jedoch von ihrer Mutter und Freunden des Komponisten hintertrieben. Im Jahr 1869 heiratete sie den spanischen Bariton Mariano Padilla y Ramos. Aus der Ehe ging die Tochter Dolores de Padilla hervor, die unter dem Namen Lola Artôt de Padilla Karriere als Sopranistin der Berliner Hofoper (1909–1927) machte.
Nach ihrem Rückzug von der Bühne im Jahr 1884 lebte Artôt mit ihrem Gatten in Berlin, wo beide Gesangsunterricht gaben. Ab 1889 setzten sie diese Tätigkeit in Paris fort. Im Jahr 1905 kehrte Artôt nach Berlin zurück, nachdem ihre Tochter Lola an der dortigen Komischen Oper engagiert worden war.
Désirée Artôt de Padilla starb am 3. April 1907 im Alter von 71 Jahren in Berlin an den Folgen einer Blinddarmentzündung.

## Schüler (Auswahl)
Eva Adler-Hugonnet, Anton Balluff, Max Dawison, Elise Kutscherra de Nyß, Rosa Olitzka